# 卡洛·莫尔费塔
卡洛·莫尔费塔（義大利語：Carlo Molfetta，1984年2月15日—），意大利男子跆拳道运动员。他曾代表意大利参加2004年和2012年夏季奥林匹克运动会跆拳道比赛，其中2012年奥运会获得一枚金牌。